# Băng đeo chéo

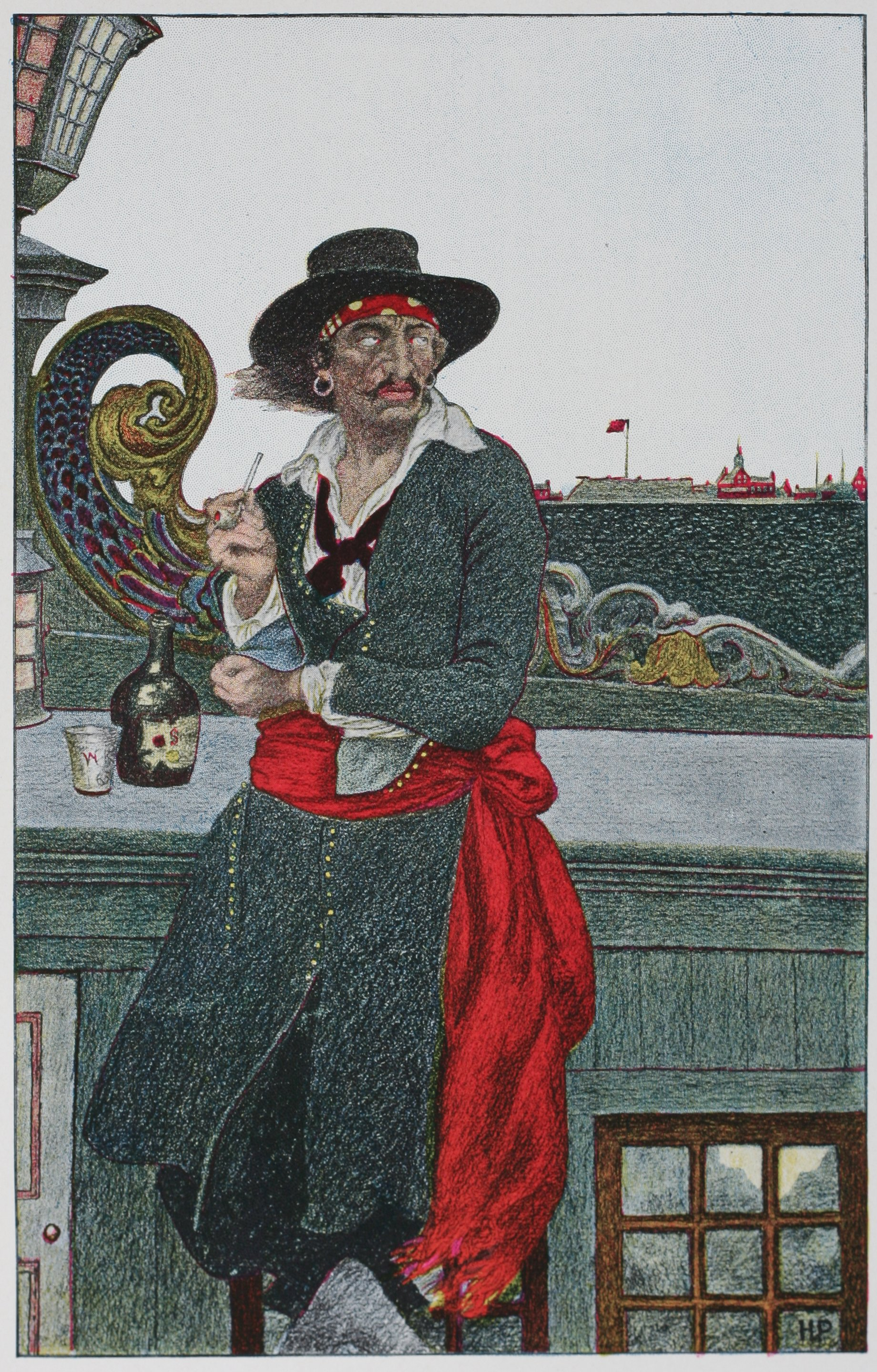
Một hình ảnh mô tả thuyền trưởng Kidd, cho thấy một dải băng đeo chéo màu đỏ quanh eo

Băng đeo chéo (tiếng Anh: sash) là một dải ruy băng hoặc dải vải lớn được dùng để quấn quanh cơ thể con người, có thể được quấn từ một bên vai đến hông đối diện hoặc quấn quanh eo. Băng đeo chéo quanh eo có thể được đeo trong trang phục hàng ngày, nhưng băng đeo chéo từ vai đến hông thông thường chỉ được đeo trong những dịp nghi lễ. Băng đeo chéo cũng có dạng hình chữ V, buông thẳng từ cả hai vai trở xuống, giao nhau và tạo thành một góc trên ngực hoặc bụng.